# Trigonopoma
Trigonopoma ist eine Gattung kleiner Süßwasserfische, die in Thailand, Kambodscha, auf der Malaiischen Halbinsel und in Indonesien vorkommt.

## Merkmale
Trigonopoma-Arten haben einen langgestreckten, seitlich abgeflachten Körper der eine Maximallänge von 5,5 bis 7 cm erreicht. Der Kopf ist spitz, die Flossen lang und teilweise länger als der Körper hoch ist. Die Schwanzflosse ist gegabelt. Trigonopoma-Arten  besitzen ein farbiges Band längs der Körperseiten. Die Seitenlinie ist unvollständig oder fehlt völlig.
Von Rasbora unterscheidet sich Trigonopoma durch den dreieckigen, in der oberen Hälfte reduzierten Kiemendeckel.

## Systematik
Die zwei Arten der Gattung gehörten ursprünglich zur Sammelgattung Rasbora. Im Jahre 2010 stellten Liao, Kullander & Fang die Gattung Trigonopoma auf, die Schwestergattung zu Boraras ist.
Die systematische Stellung der Gattung Trigonostigma innerhalb des Bärblingstribus Rasborini zeigt das Kladogramm:

## Arten
- Rotstreifenbärbling (Trigonopoma gracile (Kottelat, 1991))
- Trigonopoma pauciperforatum (Weber & de Beaufort, 1916) (Typusart)

## Lebensweise
Beide Arten leben in klaren Schwarzwasserflüssen und Bächen und in torfigen Sümpfen.